# Дарбанд (пещера)

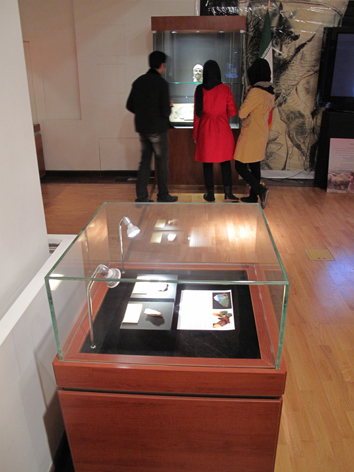
Выставлены два каменных орудия из Дарбанда, Иранский национальный музей

Пещера Дарбанд — памятник нижнего палеолита (среднего плейстоцена) в провинции Гилян на севере Ирана, на северной стороне каньона реки Сияхруд, притока реки Сефидруд, впадающей в Каспийское море.
В пещере найдены первые известные свидетельства обитания людей в нижнем палеолите на территории Ирана. Группа иранских археологов Центра палеолитических исследований Национального музея Ирана и ICHTO из Гиляна обнаружили в пещере набор каменных артефактов и останков животных.
Наличие большого количества останков пещерного и бурого медведей, а также немногочисленные костные артефакты указывают, что изначально Дарбанд был медвежьей берлогой. Нахождение в одном и том же месте медвежьих костей и костных артефактов не обязательно означает, что люди употребляли в пищу убитых или умерших медведей, так как на костях отсутствуют следы надрезов и лишь на немногих есть следы обжига. По-видимому, медвежьи кости накапливались в результате естественной смертности.